# Хэддон, Альфред Корт
Альфред Корт Хэддон (англ. Alfred Cort Haddon; 24 мая 1855, Лондон — 20 апреля 1940, Кембридж) — британский антрополог, этнолог и биолог. Доктор наук (Sc.D., 1897), член Королевского и Королевского географического обществ. Наиболее известен исследованиями островов Торресова пролива и их населения. Работая на этих островах в 1898 году, он сделал ценные аудиозаписи, относящиеся к людям и животным и оцифрованные уже в XXI веке. Также изучал Австралию и Борнео. Хэддон оказал влияние на нескольких крупных антропологов.

## Биография

### Ранние годы
Получил образование в Великобритании, изучал зоологию. Морскую биологию некоторое время штудировал в Неаполе, Италия. Затем был профессором зоологии в Дублине (в Ирландии, в его время часть Британской Империи).

### Экспедиции
Благодаря ранее опубликованным работам Хэддон был приглашён в состав экспедиции на острова Торресова пролива. Исследователи провели на островах год, а также посетили Борнео. Он провёл обширные исследования островов и местных аборигенов, антропологически близких к папуасам, первым обратив внимания на многие аспекты их материальной культуры. Учёный настаивал (и предпринял массу практических усилий в этом направлении), что наследие аборигенов должно быть зафиксировано и сохранено до того, как цивилизация поглотит и ассимилирует их. Часть вывезенных экспедицией в метрополию экспонатов хранится в Британском музее, другие в Музее археологии и антропологии в Кембриджском университете.
В ходе проработки материалов, полученных в результате экспедиции на Борнео, совместно с другим британским учёным — этнологом и зоологом Чарльзом Хоузом — ввёл в научный оборот понятие «клемантаны» в качестве обобщающего названия для группы близких по хозяйственному и этнокультурному укладу даякских народностей этого острова.
Также он вместе с дочерью совершил продуктивное путешествие по Папуа — Новой Гвинее.

### Поздние годы
В конце жизни учёный наслаждался признанием своих заслуг и охотно консультировал других антропологов, а также миссионеров и студентов. Он стал членом обоих королевских обществ и смог, наконец, заняться составлением оставшихся отчётов о своих экспедициях, которые ранее был вынужден откладывать из-за напряжённого графика.  
Занимал пост президента Британского фольклорного общества в 1918—1920 гг.
Хэддон продолжал публиковать новые работы, был почётным хранителем большой коллекции материалов с Новой Гвинеи и фотографического архива, также он занимался развитием антропологии и помощью молодым людям, желавшим преуспеть на этом поприще, ради работ которых нередко откладывал свои собственные.

### Педагогическая деятельность
На протяжении многих лет преподавал в Кембриджском университете. Среди его учеников, в частности, Бернард Дикон и Камилла Уэджвуд.

## Личная жизнь
Имел жену (сестра друга, брак с 1883), скончавшуюся в 1937 году, сына и двух дочерей. Дочь Кейтлин (Kathleen Rishbeth; 1888—1961) стала известным зоологом.

## Избранные работы
- An Introduction to Embryology (1887)
- Decorative art of New Guinea (1894)
- The Reports of the Cambridge Expedition to Torres Straits